# Кучајинско језеро
Кучајинско језеро се налази у источној Србији, у атару истоименог села, на 4 км од Кучева, на Кучајинској реци, левој притоци Пека.

## Одлике
Језеро је вештачка акумулација изграђена изнад села, на северозападним обронцима Хомољских планина почетком 70 – их година у циљу заштите села Кучајна од бујичних вода.
Површина језера је око 2000 квадратних метара, са максималном дубином од 12 метара. На преливној брани језера налази се вештачки водопад, активан током целе године, са висином од 10 м.